# Osztrák Űrügynökség
Az Osztrák Űrügynökség egy szervezet, melynek célja az osztrák űrkutatással kapcsolatos tevékenységek irányítása. 1972-ben alapították Bécsben és más európai államokkal együtt 1987-ben belépett az Európai Űrügynökségbe.

## Külső hivatkozások
- Az űrügynökség angol nyelvű oldala